# Burton Richter
Burton Richter (22 tháng 3 năm 1931 – 18 tháng 7 năm 2018) là nhà vật lý người Mỹ đã đoạt Giải Nobel Vật lý năm 1976 (chung với Đinh Triệu Trung).

## Cuộc đời và Sự nghiệp
Richter sinh trong một gia đình người Do Thái ở Brooklyn, thành phố New York và lớn lên ở Far Rockaway, quận Queens. Ông tốt nghiệp trung học ở trường Far Rockaway High School, một trường cũng đã đào tạo các người đoạt giải Nobel khác: Baruch Samuel Blumberg và Richard Feynman. Ông học ở trường nội trú Mercersburg Academy tại Pennsylvania, sau đó học tiếp ở Học viện Công nghệ Massachusetts, đậu bằng cử nhân năm 1952 và bằng tiến sĩ năm 1956.
Năm 1963, ông nhận lời mời của Wolfgang Panofsky, tới làm việc ở Stanford Linear Accelerator Center. Ở đây Richter đã xây dựng máy gia tốc hạt gọi là SPEAR (Stanford Positron-Electron Asymmetric Ring), với sự giúp đỡ của David Ritson và sự hỗ trợ của Ủy ban Năng lượng nguyên tử Hoa Kỳ.
Bằng máy gia tốc hạt nói trên, ông đã lãnh đạo một đội khoa học gia nghiên cứu và đã phát hiện một hạt hạ nguyên tử mới mà ông gọi là ψ (psi). Tuy nhiên, việc phát hiện hạt này cũng được thực hiện bởi một đội khoa học gia khác do Đinh Triệu Trung lãnh đạo ở Phòng thí nghiệm quốc gia Brookhaven, nhưng Trung gọi là hạt J. Như vậy hạt này được gọi là J/ψ meson. Burton và Trung cùng được trao Giải Nobel Vật lý năm 1976 cho công trình của họ.
Ông làm giám đốc Stanford Linear Accelerator Center (SLAC) từ năm 1984 tới năm 1999.
Richter cũng là thành viên trong ban giám đốc tổ chức Scientists and Engineers for America, một tổ chức tập chú vào việc thúc đẩy khoa học lành mạnh trong chính phủ Hoa Kỳ.
Tháng 5 năm 2007, ông đã tới thăm Iran và Đại học Công nghệ Sharif.

## Đời tư
Richter kết hôn với Laurose Becker năm 1960. Họ có hai người con: Elizabeth, sinh năm 1961, và Matthew, sinh năm 1963.